# あと出しじゃんけん
あと出しじゃんけんは、じゃんけんから派生した遊び。先手の親の出した手を瞬時に判断して、後手の子が親に勝てる手を出すゲーム。通常のじゃんけんで禁止である後出しをルール化したのが特徴。派生として後述のあと出し負けじゃんけんもある。
極めて短い時間で判断する必要があり、ルールが分かっていても負ける手を選んでしまうことがある。

## ルール
まずは親を決め、「あと出しじゃんけん、じゃんけんぽん、ぽん」というかけ声をかける。最初の「ぽん」で親が手を出し、2回目は挑戦者が手を出す。このときの手の型と、その勝敗の関係は通常のじゃんけんに従う。
勝負の結果、親に勝てればそのまま勝ち、負ければ負けになる。あいこの場合、基本的にはあいことせず、勝ちか負けのどちらかになる。

## あと出し負けじゃんけん
あと出しで親に負ける手を出せたら勝ちとするルール。これは、テレビ番組『伊東家の食卓』内のコーナー「大発見」で紹介されたものである（同コーナーでは、「あと出し負けじゃんけんを行うと、あと出しする人間は勝ちたくないのに勝ってしまう」と紹介された）。
始めに、「あと出し負けじゃんけん」を行う旨を相手に告げ、親を決めた後に「じゃんけんぽん、ぽん」の掛け声で行う（手を出すタイミングはあと出しじゃんけんと同じ）。
「勝ちたい」という潜在意識に打ち勝つには相当な集中力を必要とするため、「負ける手を出す」のは非常に困難である。
脳トレの一環として取り入れられることもあり、ニンテンドーDS用ゲームソフト『東北大学未来科学技術共同研究センター川島隆太教授監修 もっと脳を鍛える大人のDSトレーニング』にも収録されている。
2016年12月31日に放送された『絶対に笑ってはいけない科学博士24時』及び、2020年12月31日に放送された『絶対に笑ってはいけない大貧民GoToラスベガス24時!』の1コーナーにてメンバーがこのゲームで勝負した。

## 備考
- クイズ番組『マジカル頭脳パワー!!』では一時期「あと出しじゃんけん」のコーナーが存在した。上記のルールとは若干異なり、親が手を出した後に「勝って!」または「負けて!」とコールされる。最後の「て!」の瞬間に「勝って!」と言われた場合は勝つ手を出し、「負けて!」と言われた場合は負ける手を出す。ルールが複雑になっている分、親が手を出してから少し考える時間（猶予）がある。対戦回数を重ねて挑戦者側に慣れが出てくるとスピードが速まったり、「勝たないで!」などといったひっかけパターンも登場していた。
- 比喩的表現で本来的な意味では「議論や政策論争などで、相手の考えや政策が分かってから自らの相手より優れた考えや政策を表明する」とか、本来的な意味を外れたものでは、勝ちたいがために狡猾な行為をすることを総じて「あと出しジャンケン」（ジャンケンという単語は省略されることもある）と例えることがある。